# Banco Angolano de Investimentos
Banco Angolano de Investimentos (BAI) é uma instituição financeira angolana privada, primeira instituição do tipo a operar na Bolsa de Dívida e Valores de Angola (BODIVA) como sociedade anônima de capital aberto. 

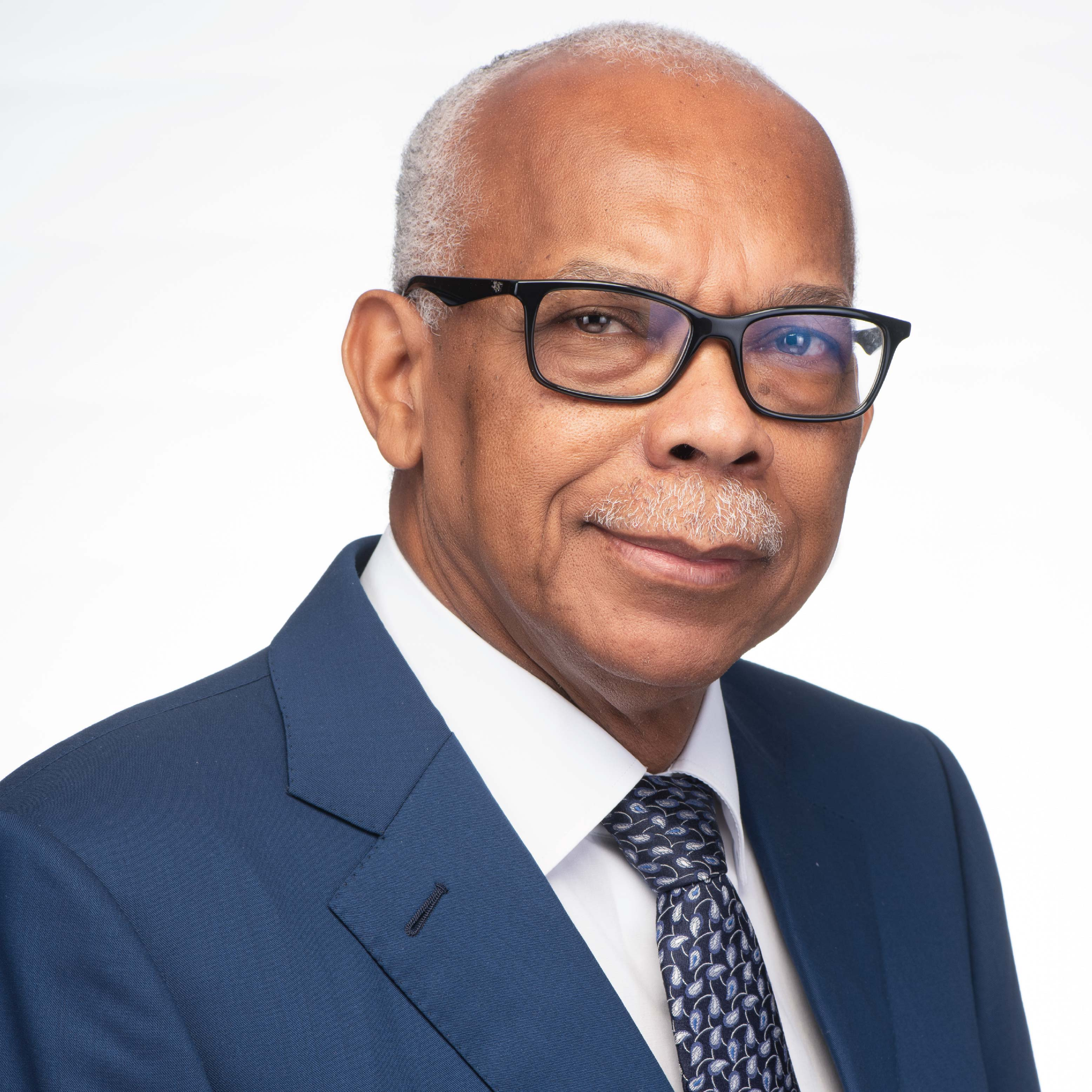
Presidente do Conselho de Administração do BAI - Mário Alberto Barber

Encontra-se matriculado na Conservatória do Registo Comercial de Luanda sob o número 10/97, como Contribuinte Fiscal n.º 5410000510, registado no Banco Nacional de Angola (BNA) sob o número 40, e na Bolsa de Dívida e Valores de Angola como membro de negociação e liquidação. 
O Banco foi fundado a 14 de Novembro de 1996, tendo sido o primeiro banco privado com capitais nacionais criado em Angola.
O Banco tem por objecto social o exercício da actividade bancária, nos termos e dentro dos limites definidos pelo BNA, dedicando-se à obtenção de recursos de terceiros sob a forma de depósitos, certificados de depósito e de obrigações de caixa, os quais aplica, juntamente com os seus recursos próprios, na concessão de crédito, aplicações em instituições financeiras, aquisição de títulos ou em outros activos para os quais se encontra devidamente autorizado.

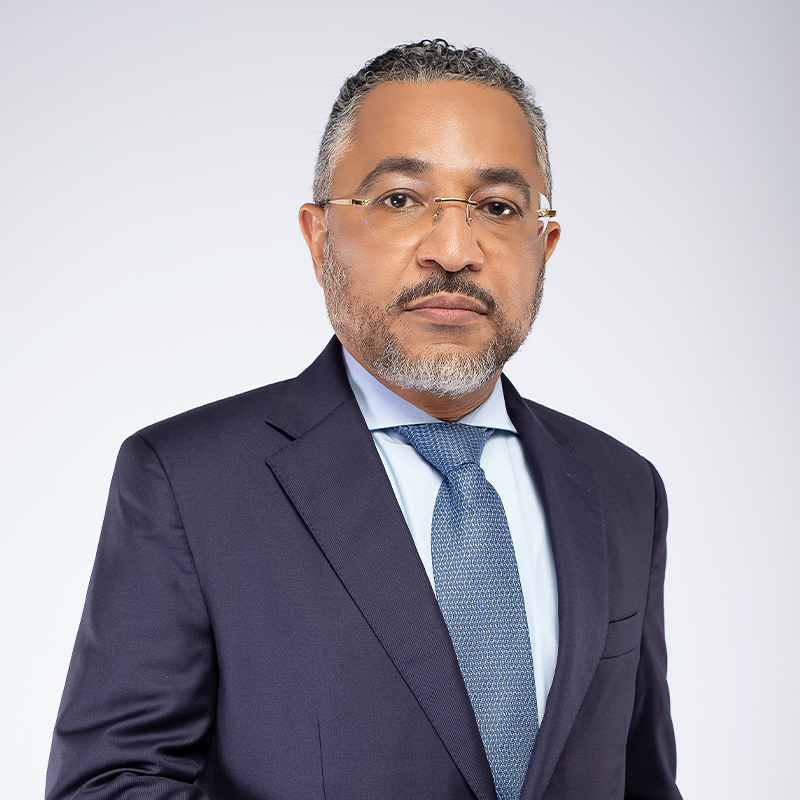
Presidente da Comissão Executiva do BAI - Luís Filipe Rodrigues Lélis

O Banco desenvolve a sua actividade principal no sector bancário em Angola, nos segmentos empresarial e de retalho, e juntamente com as participadas que integram o Grupo BAI apresenta-se como um grupo económico diversificado, que inclui empresas no sector financeiro em Angola, como a NOSSA Seguros e a ÁUREA SDVM, e participações em instituições financeiras noutras geografias, nomeadamente em Portugal (BAI Europa), Cabo Verde (BAI Cabo Verde) e São Tomé e Príncipe (Banco Internacional de São Tomé e Príncipe).
O Grupo integra também participações em empresas de sectores complementares à actividade financeira, tais como a Sociedade Angolana de Ensino Superior Privado (SAESP).
Seu maior accionista era, até 2022, o Grupo Sonangol, com 8,5% do capital do banco. A Arcinella Assets e a Sforza Properties detêm, respectivamente, 7% e 6,5% das ações, enquanto outros seis accionistas detêm 5% cada; os 48% restantes estão distribuídos em lotes menores. Em 31 de Dezembro de 2024, a estrutura accionista do Banco encontrava-se disseminada por 1 589 accionistas, dos quais 6 são detentores de participações iguais ou superiores a 5%.

## História
O BAI foi fundado em 14 de Novembro de 1996, com sede em Luanda, nasceu com claro propósito de ser o primeiro banco nacional privado, direccionado para o mercado de investimentos.[carece de fontes?]
O Banco tem por objecto social o exercício da actividade bancária, nos termos e dentro dos limites definidos pelo BNA, dedicando-se à obtenção de recursos de terceiros sob a forma de depósitos, certificados de depósito e de obrigações de caixa, os quais aplicam, juntamente com os seus recursos próprios, na concessão de empréstimos, depósitos no BNA, aplicações em instituições financeiras, aquisição de títulos ou em outros activos para os quais se encontra devidamente autorizado.
Presta ainda outros serviços bancários e realiza diversos tipos de operações em moeda estrangeira.
A 4 de Maio de 2008, o BAI alterou a sua denominação social de sociedade anónima de responsabilidade limitada (S.A.R.L.) para sociedade anónima (S.A.).
A 11 de Janeiro de 2011, o Banco alterou a sua designação de Banco Africano de Investimentos, S.A. para Banco Angolano de Investimentos, S.A.
O ano de 2022 foi muito importante para a história do BAI, marcado pela alteração dos Estatutos da Sociedade, passando para uma Sociedade Aberta, considerando a concretização da Oferta Pública de Venda de 1 945 000 acções representativas de 10% do capital social do Banco.

Com isto, o BAI tornou-se a primeira empresa angolana cujas acções foram admitidas à negociação em bolsa.
Principais marcos históricos
1996
Fundação do BAI

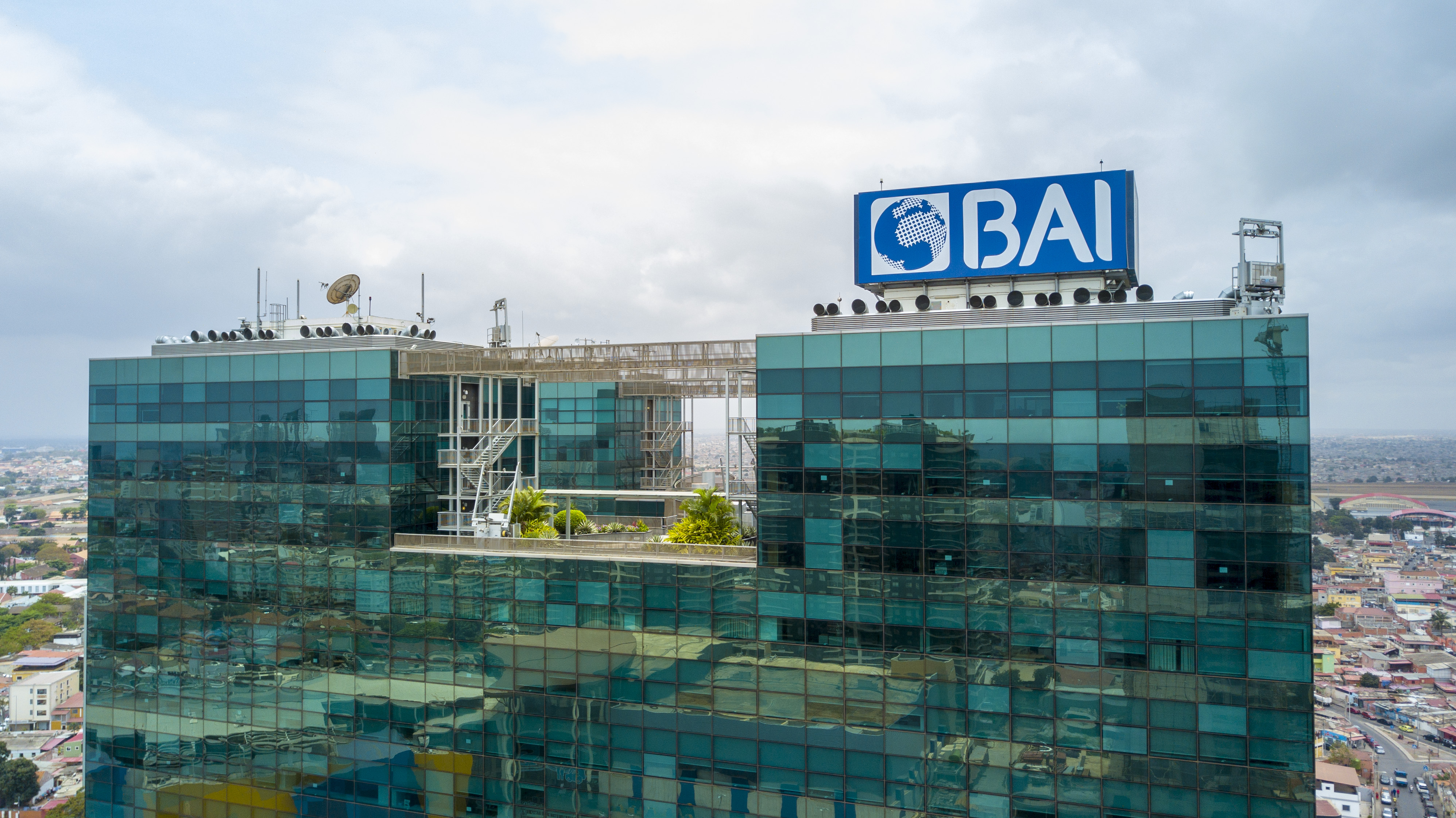
Edifício sede do BAI, Distrito Urbano da Maianga, Travessa Ho Chi Minh, Complexo Garden Towers, Torre BAI

Inicialmente designado por Banco Africano de Investimentos.
1998
BAI Europa
Expansão internacional com abertura da filial em Lisboa (que dará origem ao BAI Europa em 2022).
2003
BISTP
Aquisição de participação no capital social do Banco Internacional de São Tomé e Príncipe (BISTP).
2004
Balcão Virtual
Criação do balcão virtual, permitindo operações via internet ou SMS.
2007
BAI Directo
Plataforma de internet banking para operações bancárias totalmente online.
2008
BAI Cabo Verde
Constituição do BAI Cabo Verde na Cidade da Praia.
2012
NOSSA Seguros / SAESP
Aquisição da posição de controlo na NOSSA Seguros.
Inauguração da Academia BAI (SAESP).
2021
1,5 milhões de Clientes
Alcance deste marco.
2022
Oferta Pública Inicial do BAI 
2023
PAY4All
Constituição da entidade.
2024
BAI Directo
Lançamento da App para Empresas.
2,5 milhões de Clientes – Alcance deste marco.
Selo "Feito em Angola" – Pioneiro na adesão ao selo.

## Grupo
O Grupo BAI tem várias empresas subsidiárias como:
| Entidade                                                     | Sector de actividade                | Localização               | % Participação Directa | % Participação Efectiva |
| BAI - Banco Angolano de Investimentos, S.A.                  | Bancário                            | Angola                    | Empresa-mãe            |                         |
| BAIE - BAI Europa, S.A.                                      | Bancário                            | Portugal                  | 99,99%                 | 99,99%                  |
| BAICV - BAI Cabo Verde, S.A.                                 | Bancário                            | Cabo Verde                | 81,63%                 | 81,63%                  |
| BISTP - Banco Internacional de São Tomé e Príncipe, S.A.R.L. | Bancário                            | São Tomé e Príncipe       | 25,00%                 | 25,00%                  |
| NOSSA - Nova Sociedade Seguros Angola, S.A.                  | Seguros                             | Angola                    | 72,24%                 | 72,24%                  |
| ÁUREA SDVM, S.A.                                             | Distribuição de Valores Mobiliários | Angola                    | 99,61%                 | 99,61%                  |
| ACP - Angola Capital Partners LLC                            | Gestão de Fundos                    | Estados Unidos da América | 47,50%                 | 47,50%                  |
| FIPA I - Fundo Privado de Investimentos de ANGOLA SICAV-SIF* | Fundo de Investimento               | Luxemburgo                | 25,64%                 | 25,64%                  |
| FIPA II - Fundo Privado de Investimentos de ANGOLA SICAV-SIF | Fundo de Investimento               | Luxemburgo                | 37,90%                 | 37,90%                  |
| SAESP - Sociedade Angolana Ensino Superior SA                | Ensino                              | Angola                    | 20%                    | 100%                    |
| FBAI - Fundação BAI                                          | Actividades Sociais                 | Angola                    | 20%                    | 100%                    |
| PayAll Prestação Serviços SA                                 | Prestação Serviços                  | Angola                    | 79,05%                 | 91,02%                  |
| BAI Invest SA                                                | Gestão Participações Sociais        | Angola                    | n.a                    | 100%                    |
| BAI SGPS - Sociedade Gestora de Participações Sociais, S.A.  | Gestão de Participações Sociais     | Angola                    | n.a                    | 100%                    |
| Imogestin SA                                                 | Imobiliário                         | Angola                    | n.a                    | 50%                     |
| SODIMO - Sociedade de Desenvolvimento Imobiliário, S.A.      | Imobiliário                         | Angola                    | n.a                    | 24%                     |
| SOPROS - Sociedade Angolana Promoção Shoppings               | Gestão e exploração de Shopping     | Angola                    | n.a                    | 20%                     |

- * Em liquidação

## Estratégia
Plano Estratégico 2022-2027
O Plano Estratégico do BAI definido para o exercício de 2022-2027 (Programa de Transformação Estratégica “Geração BAI”) estabelece as bases para o desenvolvimento do Banco a longo prazo, alicerçadas num compromisso com o crescimento sustentável, com o objectivo de alcançar resultados robustos e sustentáveis.
No exercício de 2024, o Plano Estratégico do BAI alcançou metade do horizonte temporal do seu período de implementação (6 anos), tendo alcançado um grau de execução global de cerca de 46%.

## Sustentabilidade e responsabilidade social

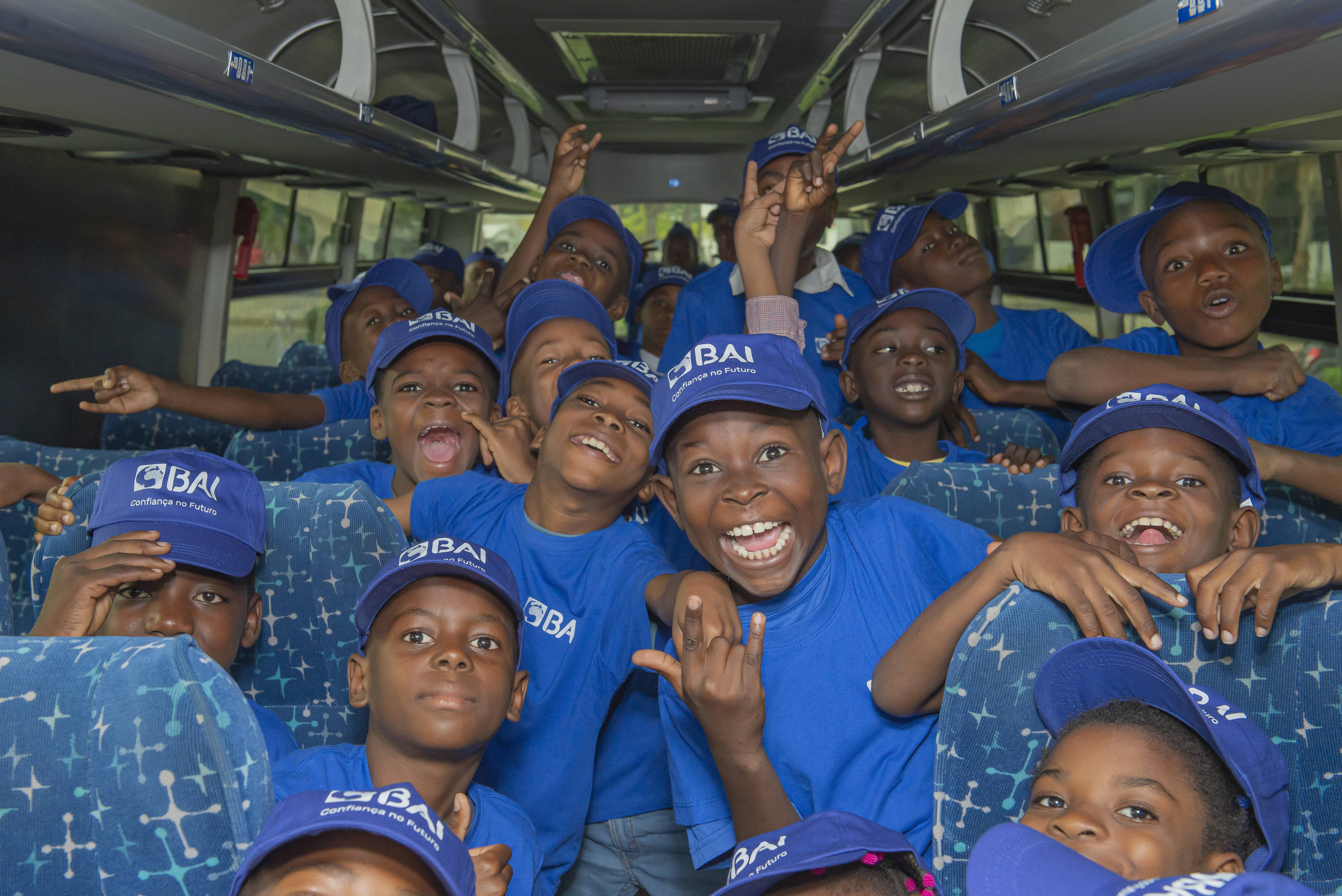
Acções de responsabilidade social corporativa do BAI

A sustentabilidade é actualmente uma componente estratégica, incorporada de forma transversal nas operações e decisões do Grupo.
A responsabilidade de alinhar o desempenho económico às necessidades das comunidades e aos desafios ambientais, é um dos pilares de actuação para a criação de valor.
A contribuição do BAI é entendida como um compromisso que vai para além do desempenho financeiro, mas também gerem benefícios tangíveis para as comunidades onde opera.
A sustentabilidade é um dos pilares do Plano Estratégico do Banco, que inclui a definição e o desenvolvimento de uma estratégia orientada para as metas globais estabelecidas pela Agenda 2030 e pelos Objectivos de Desenvolvimento Sustentável (ODS) das Nações Unidas.
No exercício de 2024, o BAI avançou de forma consistente na integração da sustentabilidade nas suas operações, com destaque para a implementação gradual do Sistema de Gestão Ambiental (SGA), com o objectivo de obter a certificação ISO 14001:2015 até 2025, e o lançamento de iniciativas comerciais inovadoras que promovem inclusão e eficiência.
A responsabilidade social, enquanto extensão da visão sustentável do Banco, traduz-se em acções concretas direccionadas para áreas prioritárias, através da actuação estruturada da Fundação BAI.
Desta forma, a Fundação BAI desempenha um papel essencial no aprofundamento das iniciativas de impacto, com projectos estruturados e de largo alcance que promovem a transformação sustentável em áreas-chave, alinhando-se com os ODS.